# Dracophyllum oliveri
Dracophyllum oliveri är en ljungväxtart som beskrevs av Du Rietz. Dracophyllum oliveri ingår i släktet Dracophyllum och familjen ljungväxter. Inga underarter finns listade i Catalogue of Life.